# 두의
두의(중국어 정체자: 竇儀, 병음: Dòu Yí 더우이[*], 914년 ~ 966년)는 중국 오대 십국 시대와 송나라의 정치가로 자는 가상(중국어 정체자: 可象, 병음: Kěxiàng 커샹[*])이다.

## 생애
계주(薊州) 어양(漁陽, 현재의 톈진시 지저우구) 출신으로 후진의 정치가 두우균(竇禹鈞)의 장남이다. 후진에서 진사가 되었으며, 후주에서는 세종 때 예부시랑을 맡았다.
조광윤의 송나라 건국 후 공부상서에 임명되었으며, 판대리시사(判大理寺事)를 지냈다. 962년(건륭 3년) 형법 등 법률의 개정을 주장하였고, 이듬해인 963년에 《건륭중정형통》(建隆重定刑统), 《건륭편칙》(建隆编敕) 등의 법전을 편찬을 주도했다. 이 공로로 같은 해에 한림학사에 올랐다.